# 32056 Abrarnadroo
32056 Abrarnadroo este un asteroid din centura principală de asteroizi.

## Descriere
32056 Abrarnadroo este un asteroid din centura principală de asteroizi. A fost descoperit pe 7 mai 2000 la Socorro, New Mexico, în cadrul proiectului LINEAR. Asteroidul prezintă o orbită caracterizată de o semiaxă mare de 2,30 ua, o excentricitate de 0,07 și o înclinație de 5,4° în raport cu ecliptica.